# Liste der Zuflüsse der Ablach

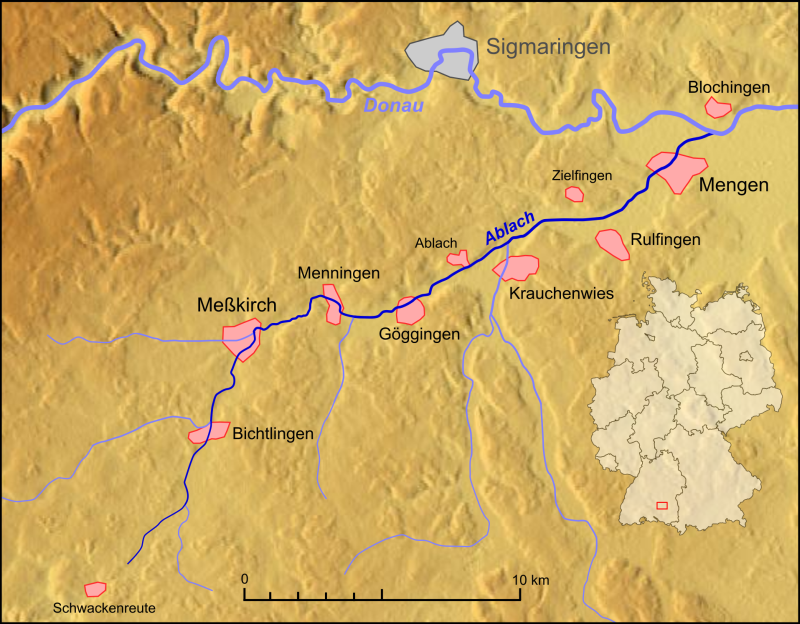
Karte des Verlaufs der Ablach; der hier westwärts auf Schwackenreute zu ziehende oberste Lauf rechnet in Wirklichkeit zur Mindersdorfer Aach

Die Ablach ist ein rechter Nebenfluss der Donau bei Mengen im baden-württembergischen Landkreis Sigmaringen und hat eine Länge von 32,4 km, ein Einzugsgebiet von 435,5 km² sowie
- zusätzlich einen nur manchmal und dann teilweise an ihrem Ursprung unweit der Bahnstation Schwackenreute der Gemeinde Mühlingen in sie entwässernden Oberlauf, die oberhalb 8,7 km lange Mindersdorfer Aach mit einem Einzugsgebiet von 19,6 km².

Daneben hat sie nur zwei direkte Nebenflüsse in der Längenklasse von über 10 km, nämlich
- den 14,7 km langen Oberlauf-Zufluss Krummbach mit einem Einzugsgebiet von 66,1 km², der bei Bichtlingen von links mündet und
- den 29,7 km langen Unterlauf-Zufluss Andelsbach mit einem Einzugsgebiet von 152,4 km², der bei Krauchenwies von rechts mündet.

Der letztgenannte hat seinerseits auch einen Nebenfluss in dieser Klasse, nämlich
- den 16,0 km langen linken Unterlauf-Zufluss Kehlbach mit einem Einzugsgebiet von 55,2 km².

## Diagramm der längeren Zuflüsse der Ablach
Zuflüsse von 5 km Länge und mehr (ohne Oberlauf Mindersdorfer Aach)

## Tabelle der direkten Zuflüsse der Ablach
Mit Stationierung, also der Fließstrecke von der Ablachmündung aufwärts bis zum jeweiligen Zufluss, der amtlichen Gewässerkennzahl (GKZ), dem Namen des Zuflusses, der Mündungsseite, der Länge des Zulaufs und der Größe seines Einzugsgebietes, dem Mündungsort und der Mündungshöhe sowie dem Quellort und der Quellhöhe.
- Bei einigen Zuflüssen, die einfach-indirekt über unbedeutendere Nebenläufe (Mühlkanäle usw.)  zufließen, wurden diese Bäche selbst genannt und die Stationierung des Zuflusses am Nebenlauf auf die Ablach überpaust. Wo die Stationierung nicht aus den amtlichen Daten zu erheben war, wurde zwischen den stationierten Zulaufpunkten ober- und unterhalb anhand eines Polygonzugs auf dem Fluss interpoliert. Die – auch übernommene – Stationierung ist fehlerbehaftet und sicher nicht auf die angegebene Stellenzahl genau, gibt aber stets die Zulaufreihenfolge wieder.
- Bei der GKZ wurde hinter dem allen ihren Zuflüssen gemeinsamen Präfix 1132, das die GKZ der Ablach selbst ist, zur besseren Lesbarkeit ein Trenner eingefügt. Im Falle keine GKZ erhältlich war, steht hinter dem nach der Aufbauregel der GKZ sicheren Präfix ein Fragezeichen.
- Eingeklammerte Bezeichnungen für Zuflüsse sind keine vorgefundenen Eigennamen, sondern Behelfsbezeichnungen.
- Die Zuflüsse umfassen oft anders benannte Abschnitte, insbesondere Oberläufe, die hier nicht aufgeführt sein müssen. Der auf der benutzten Gewässerkarte erwählte Oberlauf wurde beibehalten, selbst wo ein anderer länger oder einzugsgebietsreicher war oder sogar beides.
- Die Terraindifferenz zwischen der Mündung eines Zuflusses und des nächsten ist oft so gering, dass der Ablesefehler oder die Schwankung der nicht auf der Karte zu erhebenden Betteintiefung demgegenüber dominieren kann.
- Die Einzugsgebiete der längeren linken Zuflüsse Krummbach, Grabenbach, Teuerbach und (Menninger) Talbach reichen ins Karstgebiet Hegaualb, weshalb sie für die Wasserführung nicht unbedingt repräsentativ sind. Versickerung kann die Bäche schwächen, anderswo treten womöglich starke Quellen aus dem Karstwasserleiter, der auch aus fremden oberflächlichen Einzugsgebieten gespeist sein kann.
- Nachweise siehe generell bei der → Detaillierten Liste unten.
- Hintergrundfarbe für die zum Vergleich mit aufgenommene Ablach selbst
- Hintergrundfarbe für den amputierten Oberlauf Mindersdorfer Aach
- Hintergrundfarbe für Abzweigungen in andere Flusssysteme (Stationierung am Abgang)
- Hintergrundfarbe für rückmündende Abzweigungen (Stationierung am Rücklauf)

### Detaillierte Liste der Zuflüsse und Seen im Einzugsgebiet der Ablach
Hierarchische Liste der Zuflüsse und  Seen von der Quelle zur Mündung. Gewässerlänge, Seefläche und Einzugsgebiet und Höhe nach den entsprechenden Layern auf der Onlinekarte der LUBW. Andere Quellen für die Angaben sind vermerkt.

In der Regel wurden keine Nebenläufe und Mühlkanäle aufgeführt; im Bereich der Unterlaufäste Ennetacher und Mengener Ablach wurden die jeweiligen unmittelbaren Zuflüsse beider Äste in der dafür hinreichend parallelen Fließrichtung beider Äste zusammen fortlaufend aufgeführt, obgleich die Mengener Ach als Nebenlauf gilt, damit die Liste die natürliche Abfolge der Zuläufe wiedergibt.
Heutiger Ursprung der Ablach auf etwa 621 m ü. NHN am Teilungswehr der Mindersdorfer Aach zwischen dem zweiten und dem dritten der größeren Sauldorfer Baggerseen, die auch als Schwackenreuter Seenplatte bezeichnet werden und als Baggerseen bei der Kiesgewinnung entstanden. Während der Lauf der Mindersdorfer Aach nordwärts dem Westrand des dritten Sees folgt und sich dann durch den kleinen Pass an der Schwackenreuter Bahnstation südwestwärts zur Stockacher Aach kehrt, der er heute Oberlauf ist, folgt der Lauf der jungen Ablach kurz dem Südrand dieses Sees und zieht danach, forthin seinem Ostufer folgend, nordwärts.
- Passiert den Rand des dritten der großen Sauldorfer Seen, 8,9 ha.
- Gröbelgraben, von rechts und Osten auf etwa 620 m ü. NHN gegen die Ostbucht des dritten der Sauldorfer Seen, 2,4 km und ca. 2,1 km².[5] Entsteht auf etwa 641 m ü. NHN im Wald zwischen dem Kühnenberg (656 m ü. NHN) und der Hofgruppe Sattelöse von Hohenfels.
  -  Passiert drei Kleinteiche im oberen Mündungswinkel, zusammen 0,9 ha.
- Passiert auf bis etwa 618 m ü. NHN am Ostrand den vierten bis sechsten der großen Sauldorfer Seen, 6,7 ha, 4,3 ha und 2,7 ha.
- Passiert auf bis etwa 617 m ü. NHN am Westrand den siebten Sauldorfer See, 5,9 ha. Der Nordteil ist durch einen Querdamm abgetrennt und verlandet zusehends.
- Links in etwas Abstand dem vorigen gegenüber liegt ein weiterer Teich, 0,2 ha. Nach diesem und der ersten Hälfte des siebten Sees wechselt die Ablach auf die andere Seite der Hegau-Ablachtal-Bahn, die aus dem Tal der Stockacher Aach herüber denselben kleinen Pass wie der Mindersdorfer Aach-Ablach-Durchstich nutzt.
- (Grabenzulauf), von links und Südwesten auf etwa 617 m ü. NHN an der Nordwestseite der Bahnunterquerung, ca. 1,6 km[6] und ca. 0,7 km².[5] Entsteht auf etwa 630 m ü. NHN in den Wurzenäckern beim Zinken Stohrenhof von Mühlingen, auf dem längsten Teil Randgraben der Bahnlinie.
  -  Passiert kurz vor der Mündung einen weiteren See am linken Rand der Ablachmulde, etwa 0,8 ha.
- Passiert auf etwa 612 m ü. NHN am Westrand den achten der großen alten Baggersee, 3,8 ha.
- Alte Ablach, von links und Südwesten auf etwa 616 m ü. NHN gegenüber dem Nordrand des vorigen, 1,6 km und ca. 1,6 km²[5] Entsteht auf etwa 633 m ü. NHN nordöstlich der Stohrenhöfe am Waldrand des Wiesengewanns Haugsbrunnen. Nimmt auf seinem am linken Rand der Ablachmulde ziehenden Unterlauf weitere seinem Oberlauf in der Länge ähnliche Hangzuflüsse auf, die im oder am Rande des Hausbrunnens auf bis zu 635 m ü. NHN entstehen. Diese Alte Ablach ist nicht der beim Mindersdorfer Aach-Ablach-Durchstich abgehängte Oberlauf der Ablach.
- Passiert eine tentakelig-altarmähnliche Wasserfläche weiter rechts in der Aue, 0,4 ha, dann den sich zwischen Ablach und der parallelen Bahnlinie erstreckenden neunten und zehnten großen Seen, 4,9 ha und 15,0 ha.
- Rübelisbach oder auch Rubelisbach, von links und Westen auf etwa 613 m ü. NHN an einer Feldwegbrücke zu den Sauldorfer Beckerhöfen am rechten Talhang hinüber, 3,5 km und ca. 4,1 km²[5] Entsteht auf etwa 648 m ü. NHN zwischen zwei Waldstücken südöstlich des Sauldorfer Dorfs Boll.
- Passiert den letzten der großen Sauldorfer/Schwackenreuter Seen gegenüber der Mündung des vorigen unter den Beckerhöfen, 4,1 ha.
- Rinkenbach, von rechts und Südosten auf etwa 612 m ü. NHN etwas vor der Talquerung der K 8216 von Sauldorf rechts auf den Randhügeln her, 6,6 km und ca. 8,4 km².[5] Entsteht auf etwa 665 m ü. NHN im Wald südlich der Neuhöfe von Wald.
  - Hardgraben, von rechts und Nordosten auf etwa 633 m ü. NHN beim Hof Rother Platz von Sauldorf, 1,1 km und ca. 0,5 km².[5] Entsteht auf etwa 653 m ü. NHN südöstlich des Dorfes Roth von Sauldorf an der Waldgrenze.
  - Sattelösegraben, von links und Südosten auf etwa 630 m ü. NHN westsüdwestlich von Roth in den Weiherwiesen, 0,9 km und ca. 0,4 km².[5] Entsteht auf etwa 647 m ü. NHN südöstlich von Sattelöse.
  - Rother Graben, von rechts und Ostsüdosten auf etwa 619 m ü. NHN beim Killenhof von Sauldorf, 1,6 km und ca. 1,1 km².[5] Entsteht auf etwa 645 m ü. NHN am westlichen Ortsrand von Roth.
  - Bennehöfegraben, von rechts und Osten auf etwa 617 m ü. NHN bei den Beckerhöfen von Sauldorf, 1,0 km und ca. 0,6 km².[5] Entsteht auf etwa 639 m ü. NHN am Rand der Bennehöfe von Sauldorf.
- Auenbach, von rechts und Südosten auf etwa 610 m ü. NHN gegenüber den Sauldorfer Hardhöfen am linken Hang, 8,6 km ab der Quelle des Oberlaufs Dorfbach und 4,6 km auf dem Namenslauf sowie 21,6 km².[7] Entsteht auf dem Namenslauf durch den Zusammenfluss von Dorfbach Lindenbach auf etwa 635 m ü. NHN in der Mühlstatt an der Gemeindegrenze Wald/Sauldorf zwischen Sentenhart und Sauldorf selbst.
  - Dorfbach, linker und südsüdöstlicher Oberlauf, 4,0 km und 5,0 km². Entsteht auf etwa 675 m ü. NHN östlich des Hohenfelser Geyerhofs an der Kreisgrenze.
  - Lindenbach, rechter und südöstlicher Oberlauf, 5,1 km[8] und 5,9 km². Entsteht auf etwa 670 m ü. NHN an der Kapelle zwischen dem Walder Weiler Rothenlachen und seinem Dorf Ruhestetten. Durchläuft dann gleich in einem Rechtsbogen das Naturschutzgebiet Egelseewiesen.
  - Himmelreichgraben, von rechts und Osten auf etwa 633 m ü. NHN wenig nach dem Zusammenfluss der vorigen, 1,5 km und ca. 0,9 km².[5] Entsteht auf etwa 662 m ü. NHN im Forst Wald ostsüdöstlich des Hofes Himmelreich von Wald.
  -  Passiert auf etwa 632 m ü. NHN einen Weiher in wenig Abstand vom linken Ufer, 1,0 ha.
  - Weiherbach, von rechts und Osten auf etwa 631 m ü. NHN fast noch gegenüber dem vorigen, 2,9 km und 3,4 km². Entsteht auf etwa 667 m ü. NHN mitten im Forst Wald.
    - Hasenbühlgraben, von rechts und Ostnordosten auf etwa 641 m ü. NHN dicht an der Kreisgrenze im westlichen Forst Wald, 0,9 km und ca. 0,5 km².[5] Entsteht auf etwa 660 m ü. NHN am Rand der K 8216 Wald–Rast durch den Forst Wald und läuft größtenteils am Rand oder in der Mitte einer Wiesenlichtung darin.

  - Riedbauernhofgraben, von links und Süden auf etwa 626 m ü. NHN an der Mühle gegenüber dem Sauldorfer Dorf Rast, ca. 1,5 km[6] und ca. 1,1 km².[5] Entsteht auf etwa 651 m ü. NHN im Waldrand südlich des Sauldorfer Riedbauernhofes.
  - Zugenbach, von rechts und Nordosten auf etwa 625 m ü. NHN wenig nach der Raster Mühle, 1,8 km und 1,2 km². Entsteht auf etwa 656 m ü. NHN in einer Waldinsel bei den Kohlerhöfen nordöstlich von Rast.
  - → Abzweig des Nollenbachs, nach rechts und Nordnordosten auf etwa 611 m ü. NHN kurz vor der Mündung. Paralleler Auengraben, der zwei Hangbäche aufnimmt.
- Seewaldbach, von links und Westen auf wenig unter 610 m ü. NHN nordöstlich der Hardhöfe, 3,3 km und ca. 3,3 km².[5] Entsteht auf etwa 644 m ü. NHN südsüdöstlich des Sauldorfer Dorfes Krumbach am Waldrand.
  -  Kleinteich im oberen Mündungswinkel, unter 0,1 ha.
- Brühlgraben, von links und Westen auf unter 610 m ü. NHN an der Ablachbrücke der Straße von Reute nach Wackershofen, 1,0 km und ca. 1,0 km².[5] Entsteht auf etwa 625 m ü. NHN am Hang unterhalb von Reute.
- ← Rücklauf des Nollenbachs, von rechts auf etwa 609 m ü. NHN südlich des Sauldorfer Dorfs Unterbichtlingen, 1,7 km und ca. 2,9 km².[5]
  - Degelbach, von rechts und Osten auf wenig über 610 m ü. NHN unterhalb einer großen Industriehalle etwa gegenüber der Seewaldbachmündung, 2,4 km und ca. 1,3 km².[5] Entsteht auf etwa 660 m ü. NHN nordöstlich von Sauldorf etwas vor dem Südrand des Birkenbühls.
  - Weinbach, von rechts und Osten auf wenig unter 610 m ü. NHN nach Durchfließen von Wackershofen zu dessen Füßen, 1,3 km und ca. 0,8 km².[5] Entsteht auf etwa 652 m ü. NHN am Westrand des Birkenbühls.
- Krummbach, von links und Südwesten auf etwa 608 m ü. NHN am Nordrand von Unterbichtlingen, 14,7 km und 66,1 km².[9] Entsteht auf etwa 686 m ü. NHN nordöstlich der Krätlemühle beim Eigeltingener Dorf Heudorf im Teilgebiet Wilde Hölle des Schindelwaldes.
  - Zuflüsse in einem Abschnitt des Krummbach-Artikels
- Aspenbach, von rechts und Südosten auf etwa 607 m ü. NHN zuletzt auf der Gemeindegrenze von Sauldorf zu Meßkirch, 3,2 km und ca. 4,1 km².[5] Entsteht auf etwa 645 m ü. NHN im Leopoldswald zwischen Wackershofen und dem Walder Dorf Walbertsweiler.
  -  Durchfließt auf etwa 615 m ü. NHN den Aspenweiher nordöstlich des Sauldorfer Dorfs Oberbichtlingen, 0,9 ha.
- Hennledobelgraben, von rechts und Ostsüdosten auf etwa 605 m ü. NHN zwischen einem Ablach-Steg und dem nahen Südrand des Meßkircher Dorfs Schnerkingen, 1,0 km und ca. 0,8 km².[5] Entsteht auf etwa 633 m ü. NHN am Waldrand des Dreibühls südöstlich von Schnerkingen.
- Ortsbach, von rechts und Osten auf etwa 604 m ü. NHN nach Durchqueren von Schnerkingen wenig vor der ersten Straßenbrücke über die Ablach dort, 1,7 km und ca. 1,0 km².[5] Entsteht auf etwa 647 m ü. NHN am Waldrand östlich von Schnerkingen.
- Grabenbach, von links und Westen auf etwa 601 m ü. NHN in Meßkirch an der Ablachbrücke der Mengener Straße, 8,4 km und 30,8 km².[9] Entsteht auf etwa 692 m ü. NHN westlich des Leibertingener Dorfes Altheim fast schon am Waldrand. Abschnittsnamensfolge auf dem Hauptstrang: Dorfbach → Talbach → Weiherbach → Mühlenbach → Stadtbach → Grabenbach.
  - Zuflüsse in einem Abschnitt des Grabenbach-Artikels
- Teuerbach, von links und Nordnordwesten aus dem Köstental auf etwa 600 m ü. NHN im nördlichen Meßkirch an der Ablachbrücke der B 311, 3,9 km und 18,6 km². Entspringt auf etwa 650 m ü. NHN einer Quelle am Hang am nordwestlichen Ortsrand des Meßkircher Dorfes Rohrdorf. Oberhalb Rohrdorfs setzt sich die Teuerbachmulde als Trockental etwa weitere 4,7 km lang in Richtung Nordwesten fort, es beginnt auf etwa 760 m ü. NHN im westlichen Bauernhau an der Gemeindegrenze Leibertingen/Meßkirch.
  -  Hangteich auf etwa 635 m ü. NHN links etwas über dem Lauf in den Stockwiesen östlich von Rohrdorf, etwa 0,2 ha. Liegt in einer flachen Seitenmulde und speist sich aus Sickerquellen.
  - Stockäckergraben, von links und Nordnordosten auf etwa 615 m ü. NHN südöstlich von Rohrdorf, 1,1 km und ca. 3,9 km².[5] Entsteht auf etwa 645 m ü. NHN in den Stockäckern südöstlich des Stengelehofs von Meßkirch.
  - Madenwiesengraben, von rechts und Westnordwesten auf etwa 612 m ü. NHN etwas nördlich der Einmündung der B 313 in die B 311, 1,4 km und ca. 2,3 km².[5] Entsteht auf etwa 645 m ü. NHN in der Mahdenwiese (!) südlich von Rohrdorf.
- Wolfhaldengraben, von rechts und Süden auf etwa 599 m ü. NHN am nordöstlichen Ortsrand von Meßkirch gegen sein Dorf Igelswies zu, 1,4 km und ca. 1,1 km².[5] Entspringt auf etwa 638 m ü. NHN in einer kleinen Waldinsel westlich vor dem Wald Münzkreuz.
  -  Durchläuft einen Teich auf etwa 620 m ü. NHN an der Wolfshalde am Waldrand östlich des Münzkreuz, unter 0,1 ha.
  -  Passiert einen Teich auf etwa 611 m ü. NHN links am Ufer kurz vor dem Eintritt in die Gewerbezone im Ablachtalgrund, 0,1 ha.
- (Auslauf eines Triebwerkskanals), von links auf etwa 599 m ü. NHN hundert Meter nach dem vorigen, 0,2 km.
- (Menninger) Talbach, von links und Nordwesten auf etwa 592 m ü. NHN im Meßkircher Dorf Menningen vor der dortigen Ablachbrücke, 6,6 km und 18,0 km². Entspringt auf etwa 665 m ü. NHN 250 Meter südlich des Dorfrandes von Engelswies in der Gemeinde Inzigkofen.
  - Zuflüsse in einem Abschnitt des Talbach-Artikels
- Ringgenbach, von rechts und Süden auf etwa 591 m ü. NHN gegenüber den Bruckwiesen ablachabwärts des Meßkircher Dorfes Leitishofen, 7,4 km und 21,0 km².[9] Entsteht als Rohrenbach auf etwa 659 m ü. NHN im Südwesten des Dorfes Walbertsweiler von Wald.
  - Zuflüsse in einem Abschnitt des Ringgenbach-Artikels
- Lautenbach, von rechts und Süden auf etwa 590 m ü. NHN wenig vor dem Krauchenwieser Dorf Göggingen, 2,3 km und ca. 2,4 km².[5] Entsteht auf etwa 640 m ü. NHN im Forst südwestlich von Göggingen.
- (Gögginger) Talbach, von rechts und Süden auf etwa 587 m ü. NHN in Göggingen in den dortigen rechten Triebwerkskanal an der Brücke der Straße Roter Flügel, 1,2 km und ca. 2,8 km².[5] Entsteht auf etwa 616 m ü. NHN im Tal wenig südlich der Ortsgrenze.
- Altlachen, von links und Westen auf etwa 587 m ü. NHN in Göggingen an der Ablachbrücke des Laizer Wegs (K 8267), 0,9 km und ca. 0,8 km².[5] Entsteht auf etwa 588 m ü. NHN in der Aue im Oberried.
- Unterriedgraben, von links und Westsüdwesten auf etwa 583 m ü. NHN am Südrand des Dorfes Ablach von Krauchenwies, 1,8 km und ca. 1,8 km².[5] Entsteht auf etwa 586 m ü. NHN im Ehnried nördlich von Göggingen. Auengraben.
  - Bremsenlochgraben, von links und Westnordwesten auf etwa 584 m ü. NHN kurz vor dem Ortsrand von Ablach, 0,9 km und ca, 0,9 km².[5] Entsteht auf etwa 612 m ü. NHN unter dem Fuchsbühl (665,8 m ü. NHN). Hangbach aus eigenem Tal.
- Augraben, von rechts und Südwesten auf etwa 582 m ü. NHN östlich von Ablach, 1,5 km und ca. 0,9 km².[5] Entsteht auf etwa 584 m ü. NHN südwestlich-gegenüber von Ablach dicht am Lauf. Entwässerungsgräben mit Gräbenzuläufen.
  - Hüttenhaugraben, von rechts und Süden auf etwa 583 m ü. NHN an der K 8238 Ablach–Krauchenwies, 0,9 km und ca. 0,4 km².[5] Entsteht auf etwas über 590 m ü. NHN in der Nordostspitze des Hüttenhau-Waldes.
    -  Durchfließt noch über 590 m ü. NHN einen Kleinteich an einer Hofstelle südlich der B 311, etwa 0,1 ha.
- Egelseegraben, von links und Nordwesten fast gegenüber dem vorigen, 1,3 km und ca. 0,8 km².[5] Entsteht auf etwa 630 m ü. NHN nordnordwestlich von Ablach an einer Brunnenstube am Nordostabhang des Emmich. Bis zu 350 Metern[6] langer weiterer unbeständiger Oberlauf.
- Espangraben, von rechts und Südsüdwesten auf etwa 580 m ü. NHN nordöstlich von Ablach, 1,5 km und ca. 0,5 km².[5] Entsteht auf etwa 598 m ü. NHN in der Nordostspitze des Hüttenhau-Waldes.
  - Kehlenbach, von rechts und Süden auf etwa 584 m ü. NHN an der B 311, 0,4 km und ca, 0,1 km².[5] Entspringt auf etwa 599 m ü. NHN in der Nordostspitze des Hüttenhau-Waldes.
  -  Durchfließt bis kurz vor der Mündung in die Ablach den ersten großen der Baggerseen am Fluss abwärts von Ablach, 15,4 ha, der sich schon seit etwas oberhalb der Augrabenmündung der Ablach entlangzieht.
- Postenwiesengraben, von rechts und Süden auf etwa 579 m ü. NHN etwa hundert Meter vor der Flussbrücke der Ablachtalbahn, 0,5 km und ca. 0,1 km².[5]
  -  Entwässert den auf etwa 580 m ü. NHN liegenden, zweiten großen Baggersee an der unteren Ablach, etwa 9,1 ha.[10]
- Andelsbach, von rechts und Südsüdosten auf etwa 578 m ü. NHN zwischen der Bahnbrücke und der Kläranlage von Krauchenwies, 29,7 km und 152,4 km².[9] Entsteht auf etwa 801 m ü. NHN bei Illwangen-Glashütten.
  - Zuflüsse in einem Abschnitt des Andelsbach-Artikels
- Salengraben, von links und Westen auf etwa 577 m ü. NHN zwischen der Eisenbahnbrücke und der Straßenbrücke der L 456 aus Richtung Sigmaringen-Laiz nach Krauchenwies gegenüber, 3,0 km und ca. 2,4 km².[5] Entsteht auf etwa 633 m ü. NHN nordwestlich von Ablach dicht vor dem Wald.
  - (Anderer Oberlauf im Wald), von links und Südwesten auf etwa 620 m ü. NHN am Rand des Eichwalds nordnordwestlich von Ablach, ca. 0,8 km[6] und ca. 0,4 km².
    -  Quellteich auf etwa 639 m ü. NHN im Wald nördlich des Ablacher Emmichs, 0,1 ha.
    -  Durchfließt auf etwa 625 m ü. NHN einen Waldteich, 0,1 ha.
    -  Entwässert einen Waldteich rechts und links kurz vor der Mündung, zusammen 0,2 ha.
- Passiert auf etwa 576 m ü. NHN einen weiteren Baggersee links und rechts zwischen Bahnlinie und Landesstraße, 6,6 ha und 4,1 ha.
- Lindensoppengraben, von links und Nordwesten auf etwa 573 m ü. NHN gegenüber dem Abgang des Triebwerkskanals zum Elektrizitätswerk Krauchenwies, 2,1 km und ca. 1,6 km².[5] Entsteht auf etwa 609 m ü. NHN neben einem Waldweg durch die Lindensoppen im Forst Sigmaringen.
  -  Durchfließt auf 573,8 m ü. NHN[11] einen weiteren Baggersee am linken Ablachufer, 26,1 ha.
- Passiert den Zielfinger Vogelsee links am Ufer auf 570,7 m ü. NHN[11], 35,8 ha. Mit kleinen Randbereichen zusammen ist er ein Naturschutzgebiet, das vorrangig dem Schutz seltener Wasservögel dient.[12] Der unter Naturschutz stehende Baggersee ist fast nur durch einen Damm vom vorigen getrennt.
- Wusthaugraben, von links und Westen auf etwa 571 m ü. NHN zwischen dem vorigen und dem flussabwärts gleich anschließenden Zielfinger Baggersee, 7,1 km und 13,8 km². Entsteht auf etwa 641 m ü. NHN im Forst Sigmaringen im Gewann Mengerhau östlich der K 8267 Göggingen–Inzigkofen.
  -  Durchfließt auf etwa 625 m ü. NHN den Gögginger Weiher in einer Waldlichtung, 1,5 ha.
  -  Durchfließt auf etwa 617 m ü. NHN den Ablacher Weiher in derselben Waldlichtung, 1,7 ha.
  - Blauhaugraben, von links auf etwa 606 m ü. NHN westsüdwestlich des Sigmaringer Forsthauses Josefslust, 1,9 km und ca. 3,9 km².[5] Entsteht auf etwa 642 m ü. NHN im Gewann Schwarzes Moos des Laizer Walds.
  - Pfaffenteich (?[13]), von links und Westen auf etwa 594 m ü. NHN an der L 456, 0,9 km und ca. 3,4 km².[5] Entsteht auf etwa 610 m ü. NHN im Waldgewann Nagelstein. Der längste zuführende Talzug beginnt wenig nördlich des Fuchsbühls im Westen von Ablach und läuft dann sogar etwa 4,1 km[6] weit nordöstlich bis zur Mündung. Auf der Karte wie auch der viel kürzere westliche Zweig jedoch ohne eingezeichneten Bach.
  -  Durchfließt auf etwa 596 m ü. NHN den Wusthauweiher kurz vor der Grabentrasse der ehemaligen Bahnstrecke Sigmaringen–Krauchenwies, 2,2 ha.
- Passiert einen weiteren Baggersee am rechten Ufer auf 571,1 m ü. NHN[11] gegenüber der Wusthausgrabenmündung, 6,9 ha.
- Burrengraben, von rechts und Südwesten etwa hundert Meter nach dem Wusthaugraben, 1,2 km und ca. 1,2 km².[5] Entsteht auf etwa 610 m ü. NHN am Nordhang des Burren.
  - Ziegelhüttengraben, von rechts und Süden auf etwa 573 m ü. NHN an der Südostecke des letztgenannten Baggersees, 1,4 km und ca. 0,6 km².[5] Entsteht auf etwa 626 m ü. NHN in einer baumbestandenen Rinne bei der Ziegelhütte von Mengen. Fließt anfangs nordöstlich den Burrenhang hinab.
    - Abzweig des Wegäckergrabens, nach rechts am Fuß des Burrens. Der Ziegelhüttengraben-Zweig läuft ab hier als Weggraben nordwestlich zum Burrengraben, während dieser Zweig etwa in alter Richtung weiterzieht.
    -  Auf etwa 573 m ü. NHN liegt im Mündungswinkel ein weiterer Baggersee, 0,7 ha.
- Zielfingergraben, von links und Nordwesten auf etwa 570 m ü. NHN südöstlich des Mengener Weilers Zielfingen in die Ablach selbst, 1,4 km und ca. 1,3 km². Entsteht auf etwa 610 m ü. NHN etwas oberhalb des Weilers in der unteren Bachmulde neben der K 8240 nach Sigmaringendorf.
  -  Passiert auf unter 575 m ü. NHN einen See am linken Ufer am Rand von Zielfingen, 0,6 ha.
  -  Durchfließt den Zielfinger Baggersee zwischen dem Damm der Ablachtalbahn am Südrand von Zielfingen und dem linken Ufer, 28,0 ha, der sich in Flussrichtung vom Wusthaugraben-Zulauf bis zur Ablachtalquerung der K 8240 Zielfingen–Krauchenwies entlangzieht.
- Am rechten Ufer liegen dem Zielfinger Baggersee gegenüber nacheinander zwei weitere, etwa gleich große Baggerseen von zusammen 31,7 ha vom Burrengraben-Zulauf ebenfalls bis zur K 8240. Wenigstens der zweite liegt schon unter 570 m ü. NHN, an ihm ist ein Bad eingerichtet.
- → (Abzweig des Triebwerkkanals zum Dillmannschen Sägewerk von Mengen), nach rechts auf etwa 570 m ü. NHN am oberen Anfang des genannten Badesees.
- Wegäckergraben, von rechts und Südwesten in den rechten Triebwerkskanal auf etwa 569 m ü. NHN zuletzt entlang der K 8240, 1,3 km und ca. 0,3 km².[5] Zweigt auf etwa 577 m ü. NHN vom Ziegelhüttengraben ab, siehe oben.
- Riedbach, von rechts und Süden in den rechten Triebwerkskanal auf etwa 568 m ü. NHN am Wohnplatz Mühle des Mengener Dorfes Rulfingen, 4,3 km und ca. 4,5 km².[5] Entsteht auf etwa 630 m ü. NHN im Gewann Pfaffenwald des Weitharts.
  - (Unbeständiger rechter Quellarm), von rechts und Südosten auf etwa 620 m ü. NHN nach den ersten etwa 400 Metern[6] Nordostlauf, ca. 1,2 km[6] und ca. 0,9 km².[5] Entsteht auf etwa 643 m ü. NHN etwas nördlich der Weitharthütte am (in Gegenrichtung entwässernden) Schwarzen Moos.
  - Mooswiesenhaugraben, von links und Südwesten auf etwa 585 m ü. NHN südwestlich von Rulfingen, 1,1 km und ca. 1,1 km².[5] Entsteht auf etwa 620 m ü. NHN südöstlich der Mengener Ziegelhütte in einer Waldspitze des Karl-Antons-Waldes.
- ← (Rücklauf des Triebwerkkanals zum Dillmannschen Sägewerk), von rechts auf 565,2 m ü. NHN[11], 1,6 km.
- → Abgang der Mengener Ablach, nach rechts hundert Meter weiter abwärts just nach der Bahnbrücke des Gleisanschlusses des Dillmannschen Sägewerks. Der linke Flusszweig, Ennetacher Ablach, gilt als Hauptast. Wiederzusammenfluss weniger als einen Kilometer vor der Ablachmündung.
- Lohbach, von rechts und Süden auf etwa 564 m ü. NHN gleich nach der Verzweigung in die Ennetacher Ablach, 3,6 km und ca. 4,2 km².[5] Entsteht auf etwa 626 m ü. NHN im Gewann Loh des nördlichen Weithart südlich von Rulfingen und kreuzt zuletzt die Mengener Ablach.
  -  Durchfließt auf etwa 603 m ü. NHN einen Teich am Waldrand zu den Hartäckern am linken Ufer südlich von Rulfingen, 0,2 ha.
  - Goldbuchgraben, von rechts und Südosten auf etwa 595 m ü. NHN wenig nach dem vorigen wieder kurz im Wald, 1,0 km und ca. 0,6 km².[5] Entsteht auf etwa 620 m ü. NHN südlich der Kohlgrubehütte im Gewann Goldbach (!).
  - Kleinschle-Graben, von links und Südwesten auf etwa 582 m ü. NHN am Südrand von Rulfingen, 0,9 km und ca. 0,5 km².[5] Entsteht auf etwa 617 m ü. NHN in der Flur kurz vor dem Ameisenhau. Meist Weggraben.
  - Etzenbrühlgraben, von rechte und Südosten auf etwa 568 m ü. NHN an der B 311 etwas nördlich von Rulfingen, 1,2 km und XX km².[5] Entsteht auf etwa 595 m ü. NHN östlich von Rulfingen am Waldrand.
- Fronholzgraben, von links und Westnordwesten in die Ennetacher Ablach auf etwa 564 m ü. NHN zwischen dem Waldhof von Mengen und seinem Dorf Ennetach, 2,1 km und ca. 1,9 km².[5] Entsteht auf etwa 612 m ü. NHN im Waldeck westlich der Mengener Harthöfe.
- → (Abgang eines Flutkanals), nach rechts von der Ennetacher Ablach auf etwa 561 m ü. NHN kurz bevor diese die Ablachtalbahn in Richtung des Mengener Dorfs Ennetach am linken Hangfuß unterquert.
- Trögebach, von links und Westnordwesten auf etwa 561 m ü. NHN in die Ennetacher Ablach gleich auf der anderen Seite der Bahnlinie in der Ablachaue vor der Ennetacher Siedlung um die Holzstraße, 1,8 km und ca. 1,3 km².[5] Entsteht auf etwa 594 m ü. NHN an einer Waldspitze nordwestlich der Hardhöfe.
  -  Durchläuft auf etwa 584 m ü. NHN einen Teich wenig nordnordöstlich der Hardhöfe, 0,1 ha.
- Mittlerer-Weg-Graben, von rechts und Süden auf etwa 560 m ü. NHN in die Mengener Ablach an der Brücke der B 311 beim Mengener Stadion, 2,3 km und ca. 2,0 km².[5] Entsteht auf etwa 582 m ü. NHN am Rand der Flurbucht Hartäcker im nördlichen Burkhardshauser Wald. Zumeist Weggraben.
  -  Entwässert vielleicht einen See auf dem Gelände des noch umgetriebenen Kieswerks am rechten Talrand unter dem Galgenbühl, ca. 1,9 ha.[10]
- Schwefelgraben, von rechts und Süden auf etwa 559 m ü. NHN durch die Schrebergärtenzone zwischen dem Mühl- und dem Butzengässle von Mengen in die Mengener Ablach, 1,6 km und ca. 1,3 km².[5] Entsteht auf um 590 m ü. NHN im Schwarzental südlich von Mengen.
- Reitbach, linker Seitenarm der Mengener Ablach in Mengen zwischen der Mittleren und etwas vor der Uhlandstraße, 0,4 km.
- ← (Rücklauf des Flutkanals), von rechts in die Ennetacher Ablach auf etwa 556 m ü. NHN nördlich der B 32 im Gewann Unterwasser, 1,7 km.
- ← Rücklauf der Mengener Ablach, von rechts und zuletzt Süden in die (Ennetacher) Ablach auf 552,9 m ü. NHN[11] beim Mengener Siedlungsplatz Walke, 4,3 km und 9,6 km².
Der linke Hauptzweig Ennetacher Ablach hat zwischen Abgang und Rücklauf der Mengener Ablach eine Länge von ca. 3,9 km[8] und ein Einzugsgebiet von 4,6 km².[5]
- → (Abgang der Hochwasserentlastung zur Donau), nach links und Norden auf wenig unter 552,9 m ü. NHN[11] etwa 50 Meter[6] nach dem Wiederzusammenfluss, 0,4 km und 0,3 km². Mündet etwas über 800 Meter aufwärts der Ablach selbst in die Donau.
- Vorflutgraben, von rechts und Süden auf etwa 552 m ü. NHN an der Mengener Kläranlage, 0,7 km und 1,6 km². Weggraben neben der Blochinger Straße, der auf etwa 553 m ü. NHN am Nordrand von Mengen am Leichsenring entsteht.

Mündung der Ablach von rechts und zuletzt  Westen auf etwa 551 m ü. NHN  gegenüber dem Mengener Stadtteil Blochingen in die Donau. Die Ablach ist 32,4 km lang und hat ein Einzugsgebiet von 435,5 km², zu dem der große rechte Unterlauf-Zufluss Andelsbach allein schon mit 152,4 km² mehr als ein Drittel beiträgt.